# Seznam indijskih kardinalov
Seznam indijskih kardinalov.

## A
- George Alencherry

## D
- Ivan (Cornelius) Dias

## F
- Filipe Neri António Sebastião do Rosário Ferrão

## G
- Oswald Gracias
- Valerian Gracias

## K
- George Jacob Koovakad

## L
- Duraisamy Simon Lourdusamy

## P
- Mar Antony Padiyara
- Mar Joseph Parecattil
- Lawrence Trevor Picachy
- Simon Ignatius Pimenta
- Anthony Poola

## T
- Baselios Cleemis Thottunkal
- Telesphore Placidus Toppo

## V
- Mar Varkey Vithayathil